# Avril 1788
Cette page présente les faits marquants du mois d'avril 1788.

## Événements
- 15 avril : traité de La Haye entre la Grande-Bretagne et les Provinces-Unies[1].
- 24 avril : prise de Šabac par les Autrichiens[2].
- 25 avril : les Autrichiens de Charles de Liechtenstein sont repoussés par les Ottomans à Dubica (Dubitza) ; le gros des troupes autrichiennes prend position à Semlin, en face de Belgrade[2]. Elles sont victimes de la dysenterie[3].
- 28 avril : le Maryland ratifie la Constitution et devient le septième État des États-Unis.

## Naissances
- 5 avril : Franz Pforr, peintre allemand († 16 juin 1812).
- 27 avril : Charles Robert Cockerell (mort en 1863), architecte britannique.

## Décès
- 15 avril : Jean-Paul Grandjean de Fouchy (né en 1707), astronome français.
- 16 avril : Georges-Louis Leclerc de Buffon (né en 1707), naturaliste français.